# Karnyóné
A Karnyóné Csokonai Vitéz Mihály harmadik ismert színdarabja. Az énekes bohózatot tanítóskodása idején, 1799-ben Csurgón írta és ott elő is adatta tanítványaival az 1799/1800-as tanév szeptemberi nyitóünnepségén. A mű teljes címe: Az özvegy Karnyóné s két szeleburdiak.
A darab önálló kiadására 1911-ben került sor a Nyugat: Nyugat Könyvtár sorozatában, Ady Endre: Vitéz Mihály ébresztése című versével együtt.

## Cselekménye
Ez a háromfelvonásos komédia az első magyar tündérbohózat. Hőse, egy gazdag kanizsai kereskedő felesége, azt hiszi, hogy özvegységre jutott, mert uráról már két éve nincs hír. A öregasszony kezéért és pénzéért ketten versengenek: Tipptopp és Lipitlotty, a két szeleburdi. Karnyóné az utóbbiba szerelmes, még tartozásait is elnézi neki. Lipitlotty kikotyogja vetélytársa előtt a szerencseszámait, amiket megjátszott a lottérián, és ez lesz a veszte. Tipptopp elhatározza, hogy lejáratja vetélytársát: elhiteti vele, hogy kihúzták a számait. Közben egyezséget köt Borissal, a szobalánnyal: megígéri, hogy ha ő lesz a ház ura, az öregasszony halála után elveszi Borist feleségül.
Lipitlotty Pestre indul a pénzért, és szerelmes levelet ír Borisnak, csakhogy a lány azt átadja úrnőjének. Karnyóné kétségbeesik, és bánatában megmérgezi magát. Lipitlotty közben megtudja, hogy becsapták: visszajön és lelövi Tipptoppot, majd lelkifurdalása miatt öngyilkos lesz. Erre aztán betoppan a ház holtnak hitt ura, Karnyó, akit eddig Mantuában tartottak fogságban. Az öreg kereskedő menten összeesik, amikor megtudja, milyen katasztrófa történt. Szerencsére leszáll a földre Tündér és Tündérfi, akik új életre támasztják a halottakat.

## Jellemzése
Csokonai ismerte Haffner Fülöp bécsi író tündérbohózatait, és az osztrák-német énekes játékok mintájára ültette át drámairodalmunkba a tündéries elemet. Komédiáján Haffner, valamint Kotzebue egyik vígjátékának hatása erősen érződik.
A darab jóval sikerültebb, mint az író első komédiája, A méla Tempefői. Csokonai, „ez a valódi színpadot sohasem látó színpadi zseni” itt már határozott bohózatíró tehetségnek is mutatkozik. A színpad követelményeit alig ismerve teremtett egy sor humoros alakot, sikerült epizódot, bohózati helyzetet. Népies mellékalakjai – Lázár, a tótos beszédű boltoslegény, Kuruzs, a rigmusgyártó ezermester, Boris, a magyar nótákat kedvelő szobalány – élénkítik az amúgyis kacagtató történetet.
Csokonai ízlésvilága diákos, társalgó prózája érdes, de párbeszédei jók, élvezetesek. „Alakjai – mint Pukánszkyné írja – nem jellemek, de eleven, színes és mulattató figurák ... Játékban, dalban táncban készen van már itt a későbbi magyar népszínmű.”
A 20. század közepén a Karnyónéról egy kritikusa így írt: „…olyan modern, minden színpadi esetlenségével együtt, hogy valójában közelebb áll hozzánk, mint bármi, amit a vígjáték műfajában a következő száz év magyar irodalma létrehozni tudott.”

## Előadásai
A darabot először a csurgói gimnáziumban adták elő 1799. szeptember 1-jén a tanévnyitó ünnepség keretein belül. Az előadást Csokonai tanította be diákjainak. A mű első modern előadása 1911-ben volt a Vígszínházban. 1929-ben az Új Színházban, 1953-ban a Nemzeti Színház kamaraszínházában játszották. 2022-ben a Turay Ida Színházban is színpadra vitték.
Az eredeti szereposztás:
- Karnyó egy idős kalmár – Gál Antal
- Karnyóné felesége – Horvát József
- Samu ezeknek fiok, ki bolondos – Vas Gábor
- Boris szobaleány – Ujj János
- Lázár boltos legény – Veres András
- Lipptopp szelepurdi – Mikolai József
- Lipittlotty szeleburdi – Csóbor Móses
- Kuruzs egy személyben doctor, borbély, alchimista, kéznéző chiromantista, zsibvásáros, drótvonó, poéta, kosárkötő – Gentsi István